# Usedanje (geologija)
Usedanje ali odlaganje tudi sedimentacija je geološki proces, pri katerem se sedimenti, prst in kamnine dodajo reliefni obliki ali kopenski masi. Veter, led, voda in gravitacija prenašajo predhodno preperel površinski material, ki se ob izgubi dovolj kinetične energije v tekočini odlaga in gradi plasti usedlin.
To se zgodi, ko sile, ki so odgovorne za transport sedimenta, ne zadoščajo več za premagovanje sil težnosti in trenja, kar ustvarja upor proti gibanju; to je znano kot hipoteza ničelne točke. Odlaganje se lahko nanaša tudi na kopičenje usedlin iz organsko pridobljenih snovi ali kemičnih procesov. Na primer, kreda je delno sestavljena iz mikroskopskih skeletov kalcijevega karbonata morskega planktona, katerih odlaganje je sprožilo kemične procese (diagenezo) za nadaljnje odlaganje kalcijevega karbonata. Podobno se nastajanje premoga začne z odlaganjem organskega materiala, predvsem iz rastlin, v anaerobnih pogojih.